# Jonetani Robanakadavu
Pas d'image ? Cliquez ici

a Compétitions nationales et continentales officielles uniquement.

Dernière mise à jour le 2 août 2018.
Jonetani "Ralulu" Robanakadavu, né le 20 juillet 1978 aux îles Fidji, est un joueur de rugby à XV fidjien. Il évolue au poste de deuxième ligne ou troisième ligne centre (1,98 m pour 136 kg).

## Carrière

### En club
- 2004-2006 : Suva Highlanders (Colonial Cup)
- 2006-2007 : Stade nantais université club (Fédérale 3)
- 2007-2008 : CA Périgueux  (Fédérale 1)
- mars - juin 2008 : Stade montois (Pro D2) (joker médical)
- 2008-2014 : Stade dijonnais Côte D'Or (Fédérale 1)
- 2015 - 2016 : Stade olympique chambérien rugby (Fédérale 1)
- Depuis 2016 : SO Voiron (Fédérale 2)[2]